# ヌートピア

ヌートピアの旗は、白一色である。

ヌートピア（NUTOPIA）は、ジョン・レノン、オノ・ヨーコが1973年4月1日に「建国」した、「地球上のいたるところにあり、いたるところにない」仮想的な自称国家である。

## 概要
ベトナム反戦運動に関わりアメリカ連邦捜査局の監視対象になっていたジョン・レノンと米国出入国管理局とのアメリカ永住権をめぐる闘争の最中、1973年4月1日にジョン・レノンとオノ・ヨーコが「ヌートピア」の建国を宣言。「イマジン」の思想を受け継ぐ国家の「建国」でアメリカ政府の対応を痛烈に批判した。国旗は白いハンカチ、国歌はヌートピア国際賛歌とした。ヌートピア建国は世界中のメディアが報道した。
この国家はジョン・レノンの楽曲「イマジン」で謳われている理念に基づいており、領土はないため国境もなく、したがって領土紛争は起こらないとされる。
一般的な国際法上の国家の定義としては三要素（領土、国民、主権）が必須とされるため、国民のみを有し領土と主権を有しないヌートピアは真に国際法上の国家としては成立しておらず、あくまで位置づけとしては「仮想国家」的なムーブメント、ということになる。
ヌートピアの国民は全て「ヌートピア国民である」と宣言した者から構成される。そのため、国民の人種、民族、言語、はもとよりその人口も把握できていない。なお、全てのヌートピア国民は「ヌートピア大使」の権限を帯びている。
ヌートピアには国民を支配する政府はない。